# Íngrid Betancourt

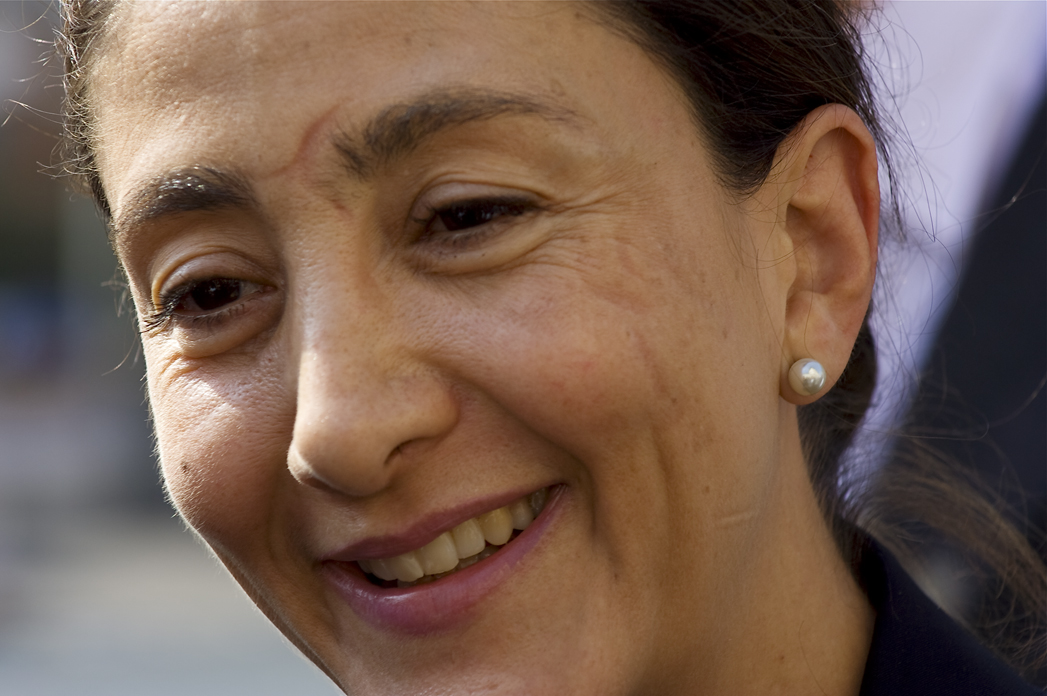
Íngrid Betancourt i Pisa, Italien, 2008.

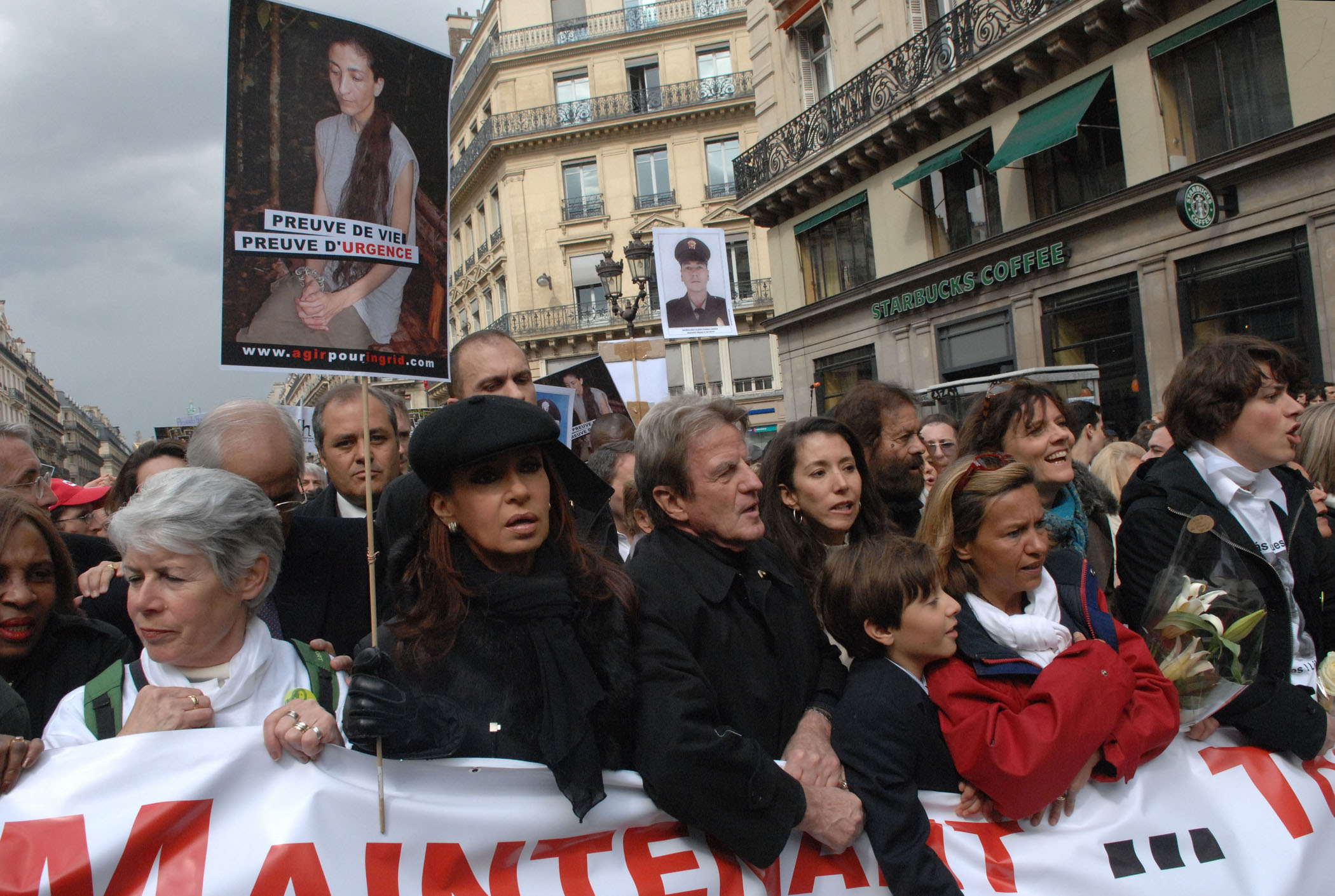
Demonstration i Paris för Ingrid Betancourts frisläppande.

Íngrid Betancourt Pulecio, född 25 december 1961 i Bogotá, är en colombiansk politiker och antikorruptionsaktivist med franska rötter. 
Ingrid Betancourt kidnappades av FARC-gerillan den 23 februari 2002 och satt sedan fängslad i sex och ett halvt år. 2 juli 2008 fritogs hon och fjorton andra i gisslan (elva colombianska poliser och soldater, och tre amerikaner) av colombianska säkerhetsstyrkor, som fått FARC att tro att de tillhörde Röda Korset. 
Totalt satt hon fängslad i 2 321 dagar efter att hon blev bortförd under kampanjen inför det colombianska presidentvalet där hon ställde upp som grön kandidat, när hon under kampanjen befann sig i ett område med stark gerilla-närvaro, trots varningar från regeringen, polisen och militären. Kidnappningen följdes med stort medieintresse i Frankrike på grund av hennes franska medborgarskap, och Frankrikes regering har deltagit som stöd i förhandlingar rörande släppandet av Betancourt och alla av FARC-gerillan hållna fångar.
Efter frigivningen blev Betancourt nära vän med Venezuelas dåvarande president Hugo Chávez och har kallat honom "en stor demokratisk ledare".